# Терлецький Віталій Анатолійович
Віталій Анатолійович Терлецький (нар. 23 квітня 1962, Українська РСР) — радянський та український футболіст-аматор, тренер.

## Клубна кар'єра
Виступав в чемпіонаті Херсонської області за херсонський «Нафтовик» та каховський «Меліоратор». Окрім цього виступав за футзальний клуб «Енергія» (Херсон). У сезоні 2006/07 років — граючий головний тренер аматорського колективу «Агро» (с. Ольгино).

## Кар'єра тренера
По завершенні кар'єри гравця розпочав тренерську діяльність. Влітку 2010 року очолив херсонський «Кристал», яким керував до червня 2011 року. Після цього працював спортивним директором херсонського клубу.

## Досягнення

### Як тренера
«Кристал» (Херсон)
- Кубок Херсонської області
  -  Володар (1): 2011